# Raecce Ellington
Raecce Ellington là một cầu thủ bóng đá người Anh thi đấu cho Bradford City, ở vị trí tiền đạo.